# 其士（商業系統）
其士（商業系統）有限公司，簡稱其士（商業系統）（英語：CHEVALIER (OA) LIMITED，港交所除牌時0508.HK），在1982年，由其士（香港）有限公司（其士國際集團有限公司旗下）分拆專門經營資訊科技、買賣設備器材等相關業務。
而前身為「其士（商業系統）集團有限公司」，以及「商業系統有限公司」。而股份曾在1988年10月26日於香港交易所主板上市。而在1989年5月22日，其士（商業系統）有限公司，正式在百慕達組成控股公司，名為其士（商業系統）國際有限公司（鼎億集團投資有限公司前身），並在7月5日介紹形式上市。

## 連結
- Chevalier.com （页面存档备份，存于）